# Lukáš Pešek
Lukáš Pešek (Praga, 22 novembre 1985) è un pilota motociclistico ceco ritiratosi dall'attività agonistica.

## Carriera
Anche suo fratello, Karel Pešek, corre come pilota professionista.

### Gli inizi
Le sue prime apparizioni in competizioni internazionali di motociclismo risalgono al campionato Europeo Velocità del 2002 dove si piazza al 3º posto nella classe 125 guidando una Honda. I suoi buoni risultati lo portano alla possibilità di esordire anche nel motomondiale dello stesso anno, correndo il GP di casa, a Brno, con una Honda, senza però ottenere punti.
L'anno seguente cambia classe passando alla 250 su una Yamaha; oltre a partecipare nuovamente al Campionato Europeo dove raccoglie un sesto posto, corre il GP di Catalogna in sostituzione dell'infortunato Jaroslav Huleš, sulla Yamaha Kurz, poi lo sostituisce definitivamente dal Germania; il compagno di squadra è Naoki Matsudo. Nel motomondiale ottiene come miglior risultato un dodicesimo posto in Australia e termina la stagione al 30º posto con 4 punti.

### Classe 125
Nel 2004 torna in classe 125, ingaggiato dal team Ajo Motorsport con una Honda RS 125 R. Ottiene come miglior risultato un ottavo posto in Portogallo e termina la stagione al 21º posto con 20 punti. Nel 2005 passa alla Derbi 125 GP con il team Metis Racing, ottenendo come miglior risultato un sesto posto in Cina e terminando la stagione al 19º posto con 25 punti. Nel 2006 continua a guidare la stessa moto ma si sposta nel team ufficiale Derbi Racing, con compagno di squadra Nicolás Terol, ottenendo un secondo posto in Spagna, due terzi posti (Italia e Germania) e due pole position (Italia e Germania) e terminando la stagione al 6º posto con 154 punti. 

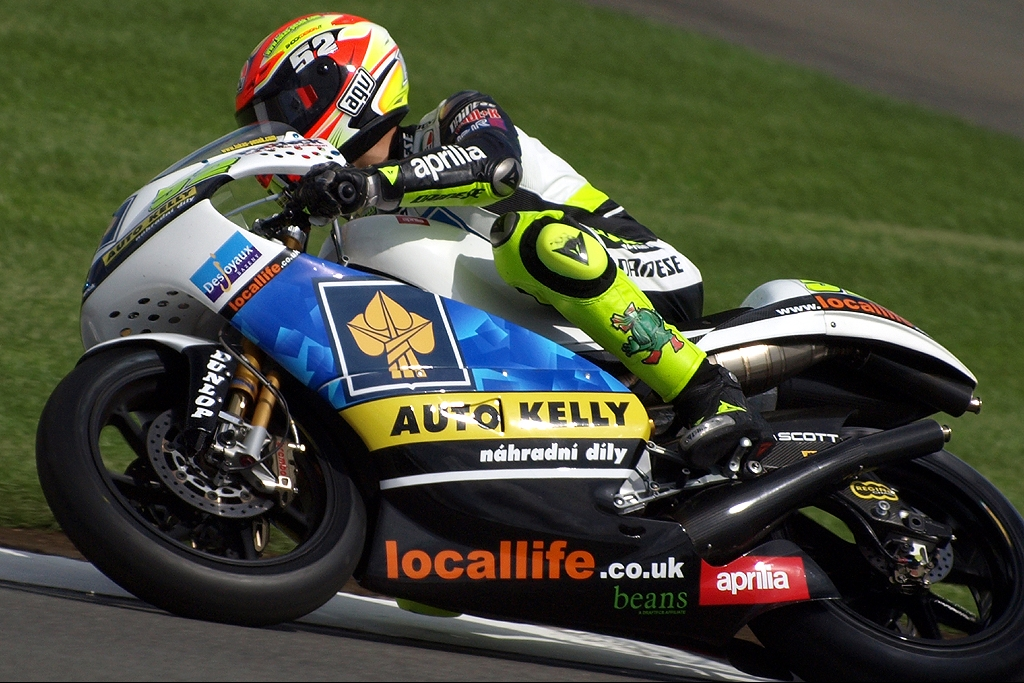
Pešek a Donington nel 2009.

Nel 2007 ottiene due vittorie (Cina e Australia), due secondi posti (Spagna e Francia), due terzi posti (Qatar e Repubblica Ceca) e una pole position in San Marino e terminando la stagione al 4º posto con 182 punti. Curiosamente, in occasione del GP della Repubblica Ceca si ritrova a competere nella stessa gara anche con il fratello Karel.

### Classe 250 e Moto2
Nel 2008 ritorna in 250, ingaggiato dal team Auto Kelly - CP con una Aprilia RSV 250, ottenendo come miglior risultato un nono posto al GP di San Marino e terminando la stagione al 15º posto con 43 punti. Nel 2009 ottiene come miglior risultato tre settimi posti (Giappone, Francia e Indianapolis) e terminando la stagione al 15º posto con 74 punti. Nel 2010 corre le prime undici gare stagionali nella nuova classe Moto2 con una Moriwaki MD600 del team Matteoni CP Racing, per poi venir sostituito da Santiago Hernández dopo il GP di San Marino. Ha ottenuto un tredicesimo posto in Francia come miglior risultato e 5 punti iridati. Nel 2011 ha corso nel campionato spagnolo velocità nella classe moto2 ed anche nel campionato tedesco Supersport. Nel 2012 corre le prime due gare in calendario del campionato mondiale Supersport con una Honda CBR600RR del team PRORACE ma dopo il GP di Imola viene sostituito da Lorenzo Lanzi, continuando la sua stagione agonistica correndo alcune gare del campionato tedesco Superbike.

### 2013: la parentesi in MotoGP
Nel 2013 corre in MotoGP alla guida della Ioda-Suter MMX1 (moto che rispetta il regolamento per le CRT) del team IodaRacing Project, il compagno di squadra è Danilo Petrucci. Non ottiene punti.

### Derivate dalla Serie
Rimasto lontano dalle gare iridate, negli ultimi anni di carriera si dedica alle corse su strada, al mondiale Endurance, al campionato Ceco Superbike (vinto nel 2016) ed al Campionato internazionale Alpe Adria (in cui nel 2016 vince nella categoria Superbike). Dal 2015 fonda e diventa proprietario dell'attività commerciale Moto Pešek 52, rivenditore ufficiale per la Repubblica Ceca delle MiniGP Ohvale.

## Risultati in gara

### Motomondiale
| 2002 | Classe | Moto  |  |  |  |  |  |  |  |  |  |     |  |  |  |  |  |  |  |  | Punti | Pos. |
| ---- | ------ | ----- |  |  |  |  |  |  |  |  |  | --- |  |  |  |  |  |  |  |  | ----- | ---- |
| 2002 | 125    | Honda |  |  |  |  |  |  |  |  |  | Rit |  |  |  |  |  |  |  |  | 0     |      |

| 2003 | Classe | Moto   |  |  |  |  |  |    |  |  |    |    |     |    |     |     |    |    |  |  | Punti | Pos. |
| ---- | ------ | ------ |  |  |  |  |  | -- |  |  | -- | -- | --- | -- | --- | --- | -- | -- |  |  | ----- | ---- |
| 2003 | 250    | Yamaha |  |  |  |  |  | 16 |  |  | 16 | 17 | Rit | 17 | Rit | Rit | 12 | 19 |  |  | 4     | 30º  |

| 2004 | Classe | Moto  |    |     |    |    |     |     |    |    |    |     |   |     |    |     |    |     |  |  | Punti | Pos. |
| ---- | ------ | ----- | -- | --- | -- | -- | --- | --- | -- | -- | -- | --- | - | --- | -- | --- | -- | --- |  |  | ----- | ---- |
| 2004 | 125    | Honda | 20 | Rit | 14 | 15 | Rit | Rit | 15 | 17 | 12 | Rit | 8 | Rit | 17 | Rit | 12 | Rit |  |  | 20    | 21º  |

| 2005 | Classe | Moto  |     |     |   |     |     |     |    |    |     |   |     |     |    |     |     |    |     |  | Punti | Pos. |
| ---- | ------ | ----- | --- | --- | - | --- | --- | --- | -- | -- | --- | - | --- | --- | -- | --- | --- | -- | --- |  | ----- | ---- |
| 2005 | 125    | Derbi | Rit | Rit | 9 | Rit | Rit | Rit | 15 | NE | Rit | 6 | Rit | Rit | 12 | Rit | Rit | 13 | Rit |  | 25    | 19º  |

| 2006 | Classe | Moto  |   |     |   |   |     |   |   |   |   |   |    |     |   |   |   |   |   |  | Punti | Pos. |
| ---- | ------ | ----- | - | --- | - | - | --- | - | - | - | - | - | -- | --- | - | - | - | - | - |  | ----- | ---- |
| 2006 | 125    | Derbi | 2 | Rit | 7 | 6 | Rit | 3 | 5 | 5 | 7 | 3 | NE | Rit | 9 | 6 | 5 | 4 | 5 |  | 154   | 6º   |

| 2007 | Classe | Moto  |   |   |   |   |   |     |    |    |   |   |    |   |    |    |    |   |   |   | Punti | Pos. |
| ---- | ------ | ----- | - | - | - | - | - | --- | -- | -- | - | - | -- | - | -- | -- | -- | - | - | - | ----- | ---- |
| 2007 | 125    | Derbi | 3 | 2 | 6 | 1 | 2 | Rit | 13 | 18 | 7 | 6 | NE | 3 | 20 | 13 | 12 | 1 | 6 | 5 | 182   | 4º   |

| 2008 | Classe | Moto    |     |    |    |     |     |     |    |    |    |     |    |    |   |    |    |    |    |     | Punti | Pos. |
| ---- | ------ | ------- | --- | -- | -- | --- | --- | --- | -- | -- | -- | --- | -- | -- | - | -- | -- | -- | -- | --- | ----- | ---- |
| 2008 | 250    | Aprilia | Rit | 10 | 10 | Rit | Rit | Rit | 10 | 13 | 15 | Rit | NE | 14 | 9 | AN | 12 | 14 | 10 | Rit | 43    | 15º  |

| 2009 | Classe | Moto    |    |   |    |   |     |    |    |    |    |    |    |   |     |    |    |   |    |  | Punti | Pos. |
| ---- | ------ | ------- | -- | - | -- | - | --- | -- | -- | -- | -- | -- | -- | - | --- | -- | -- | - | -- |  | ----- | ---- |
| 2009 | 250    | Aprilia | 13 | 7 | 13 | 7 | Rit | 12 | 12 | NE | 12 | 12 | 12 | 7 | Rit | 11 | 12 | 8 | 12 |  | 74    | 14º  |

| 2010 | Classe | Moto     |    |    |    |     |    |     |     |     |    |     |    |    |  |  |  |  |  |  | Punti | Pos. |
| ---- | ------ | -------- | -- | -- | -- | --- | -- | --- | --- | --- | -- | --- | -- | -- |  |  |  |  |  |  | ----- | ---- |
| 2010 | Moto2  | Moriwaki | 15 | 26 | 13 | Rit | 20 | Rit | Rit | Rit | NE | Rit | 20 | 15 |  |  |  |  |  |  | 5     | 34º  |

| 2013 | Classe | Moto       |    |     |     |     |    |    |     |    |    |     |     |     |     |    |     |    |     |     | Punti | Pos. |
| ---- | ------ | ---------- | -- | --- | --- | --- | -- | -- | --- | -- | -- | --- | --- | --- | --- | -- | --- | -- | --- | --- | ----- | ---- |
| 2013 | MotoGP | Ioda-Suter | 18 | Rit | Rit | Rit | 19 | 16 | Rit | 19 | 18 | Rit | Rit | Rit | Rit | 19 | Rit | 19 | Rit | Rit | 0     |      |

| Legenda | 1º posto        | 2º posto            | 3º posto            | A punti      | Senza punti        | Grassetto – Pole position Corsivo – Giro più veloce |
| Legenda | Gara non valida | Non qual./Non part. | Ritirato/Non class. | Squalificato | '-' Dato non disp. | Grassetto – Pole position Corsivo – Giro più veloce |

### Campionato mondiale Supersport
| 2012 | Moto  |    |    |  |  |  |  |  |  |  |  |  |  |  |  | Punti | Pos. |
| ---- | ----- | -- | -- |  |  |  |  |  |  |  |  |  |  |  |  | ----- | ---- |
| 2012 | Honda | 10 | 18 |  |  |  |  |  |  |  |  |  |  |  |  | 6     | 33º  |

| Legenda | 1º posto        | 2º posto            | 3º posto           | A punti      | Senza punti        | Grassetto – Pole position Corsivo – Giro più veloce |
| Legenda | Gara non valida | Non qual./Non part. | Ritirato/Non class | Squalificato | '-' Dato non disp. | Grassetto – Pole position Corsivo – Giro più veloce |